# The Sheriff's Baby
The Sheriff's Baby er en amerikansk stumfilm fra 1913 af D. W. Griffith.

## Medvirkende
- Alfred Paget
- Henry B. Walthall
- Harry Carey
- Lionel Barrymore
- John T. Dillon